# 上農駅
上農駅（サンノンえき、朝鮮語: 상농역）は、朝鮮民主主義人民共和国咸鏡南道虚川郡上労働者区にある駅で、虚川線に属する。

## 隣の駅
虚川線
下雲承駅 - 上農駅 - 中村駅